# Ашитков Микола Ілліч
Микола Ілліч Ашитков (Аштоков) (роки народження і смерті невідомі) — архітектор першої половини XIX століття. Представник пізнього ампіру.
Походив з родини кріпаків княгині В. Рєпніної, вільновідпущеник. Протягом 1816—1827 років навчався в Петербурзькій академії мистецтв. За проєкт театру отримав 2-у золоту медаль, атестат 1-го ступеня зі шпагою. З 1836 року працював архітектором при Харківському учбовому окрузі.

## Роботи

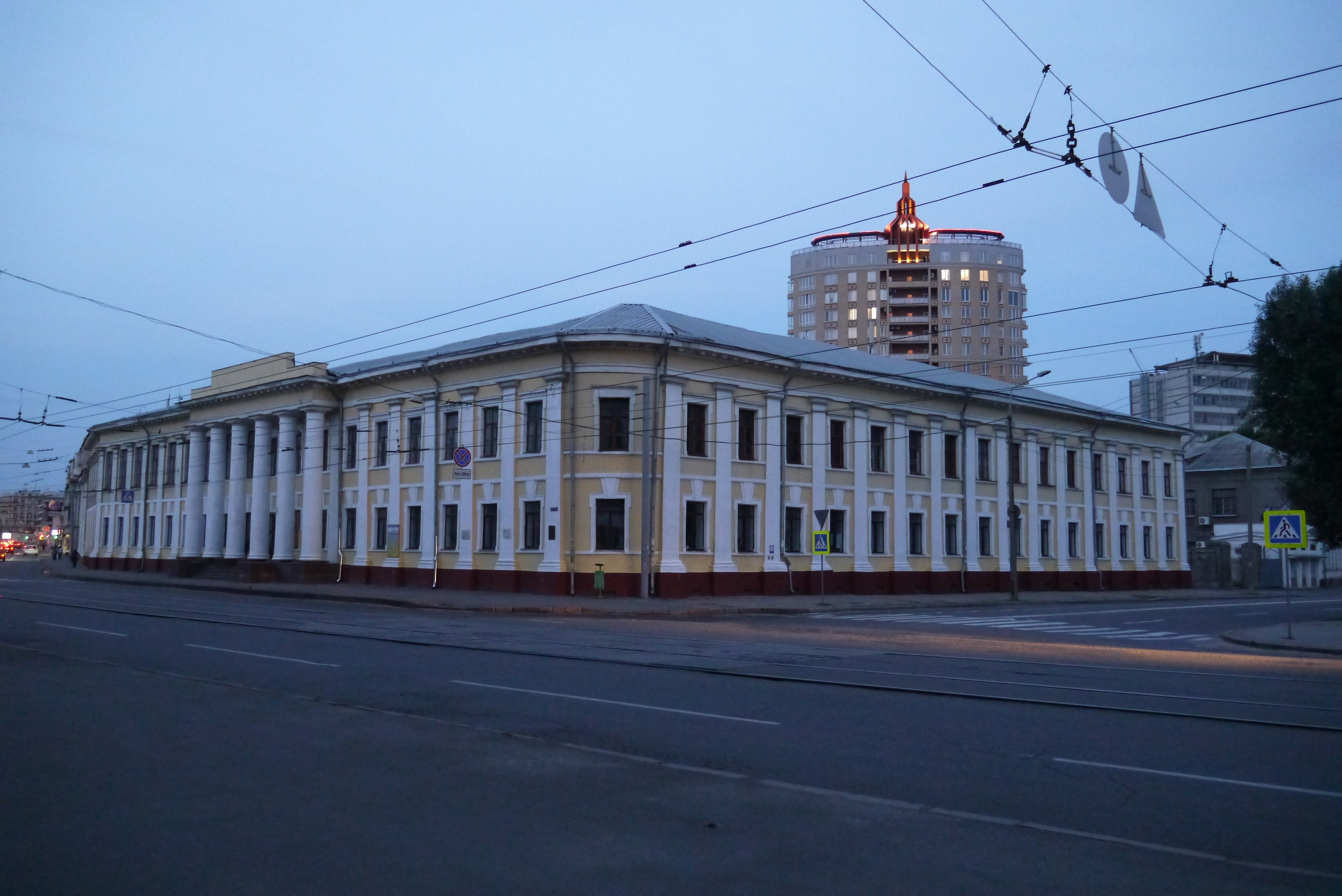
Московський проспект, 24

- 1841 року склав проєкт гімназії (тепер Харківський індустріально-педагогічний технікум), котру збудували у Харкові у 1845 році на місці колишнього поштового двору і садиби (тепер проспект Героїв Харкова, № 24).
- Реконструював приватний пансіон для 2-ї чоловічої гімназії на Благовіщенській площі (1844, не зберігся).